# 勢一智子
勢一 智子（せいいち ともこ、1970年 - ）は、日本の法学者。専門は、行政法・環境法。

## 来歴
山口県下関市生まれ。九州大学法学部卒業後、同大学大学院法学研究科公法専攻で大橋洋一に師事。西南学院大学法学部法律学科講師、同助教授を経て、西南学院大学法学部法律学科教授、総務省国地方係争処理委員会委員。

## 職歴
- 1998年 西南学院大学法学部講師
- 2001年 西南学院大学法学部助教授
- 2007年 西南学院大学法学部教授
- 2021年 総務省国地方係争処理委員会委員[1]

## 所属学会
- 日本公法学会

## 著作

### 共編著
- （黒川哲志、大杉麻美、奥田進一）『確認環境法用語230』成文堂、2009年

### 論文
- 「自然保護の社会化への展開－自然保護法制における公用制限と損失補償」（環境管理42巻11号63-69頁、2006年）
- Zu den rechtlichen Grundlagen des japanischen Entsorgungssystems fur Siedlungsabfalle, The Seinan Law Review, Vol. 39, No. 2, 2006, S. 75-91.
- 「行政計画のグリーン化の法構造－ドイツ戦略的環境アセスメント導入法を素材として」（西南学院大学法学論集38巻2号60-104頁、2005年）
- 「戦略的環境アセスメントの意義と展望－環境配慮型行政システムの制度設計」（環境管理41巻4号66-78頁、2005年）
- 「補償原則－ドイツ環境法にみる持続的発展のための調整原理」（西南学院大学法学論集37巻1号71-94頁、2004年）
- Zu den Entwicklungstendenzen des japanischen Umweltrechts, Zeitschrift Umwelt- und Planungsrecht: UPR, 2003, S. 411-415
- 「環境情報の行政法的機能について--ドイツ環境法における情報のコントロール機能」（川上宏二郎先生古稀記念論文集刊行委員会編『情報社会の公法学』信山社239-260頁、2002年）
- 「法原則の中間的規範性--ドイツ環境負荷抑制の法理を題材として」（西南学院大学法学論集33巻4号53-93頁、2001年）
- 「ドイツ環境法原則の発展経緯分析」（西南学院大学法学論集32巻2・3合併号147-194頁、1999年）
- 「ドイツ環境行政手法の分析」（九州大学法政研究62巻3・4合併号203-251頁、1996年）

## 主な社会的活動
- 地方分権改革有識者会議議員（2013年 - ）
- 第31次地方制度調査会委員（2014年 - ）